# Митьковский тоннель
Митьковский тоннель — тоннель на Третьем транспортном кольце под Митьковской соединительной ветвью (между Рижской эстакадой и Гавриковой улицей).
Количество тоннелей — 2, в каждом — 4 полосы движения. Длина тоннелей — около 156 м.